# Římskokatolická farnost Horní Pěna
Římskokatolická farnost Horní Pěna je územním společenstvím římských katolíků v rámci jindřichohradeckého vikariátu českobudějovické diecéze.

## O farnosti

### Historie
Plebánie byla zřízena v Horní Pěně roku 1359. Rodákem z farnosti byl blahoslavený Bedřich Bachstein, OFM, vikář františkánského kláštera v Praze, zavražděný lůzou v roce 1611 spolu se třinácti dalšími františkány, s nimiž byl pak roku 2012 beatifikován. V letech 1940–1945 byla farnost nuceně spravována z pasovské diecéze, poté byla navrácena do českobudějovické diecéze.

### Současnost
Farnost v Horní Pěně nemá v současnosti sídelního duchovního správce, a je administrována ex currendo z proboštství v Jindřichově Hradci.
| Kostel                          | Místo                | Bohoslužba             | Bohoslužba                      | Poznámka     |
| ------------------------------- | -------------------- | ---------------------- | ------------------------------- | ------------ |
| Kaple Nejsvětějšího Srdce Páně  | Dolní Pěna           | neslouží se pravidelně | neslouží se pravidelně          | obecní kaple |
| Kostel sv. Michaela, archanděla | Horní Pěna           | sobota                 | 15.00 (mimo 1. sobotu v měsíci) | farní kostel |
| Kaple                           | Hrutkov              | neslouží se pravidelně | neslouží se pravidelně          | obecní kaple |
| Kaple Panny Marie               | Kačlehy              | neslouží se pravidelně | neslouží se pravidelně          | obecní kaple |
| Kaple Panny Marie Loretánské    | Malíkov nad Nežárkou | neslouží se pravidelně | neslouží se pravidelně          | obecní kaple |